# 仮面ノリダーV2
『仮面ノリダーV2（かめんノリダーブイツー）』は、フジテレビ系列のテレビ番組『とんねるずのみなさんのおかげです』のコーナードラマ、およびそれに登場するヒーロー。『仮面ノリダー』の続編であり、1990年（第1回目は1990年の年末スペシャル）から1991年7月まで不定期に放送された。特撮テレビドラマ『仮面ライダーV3』のパロディドラマである。

## ストーリー
1990年4月、仮面ノリダー1号とチビノリダーの活躍によって悪の秘密結社・ジョッカーは壊滅し、世界に再び平和が戻ったかに見えた。しかしその8ヶ月後、度重なる群発地震によって東京が廃墟と化す。地震を引き起こした悪の秘密組織「ゲロジョッカー」は、混乱に乗じて東京を支配下に置く。一連の騒動を指揮していたのは仮面ノリダー1号によって宇宙に散ったはずのキング・ジョッカーだった。彼はゲロジョッカー最高司令官・猩猩右近によって助けられ、再び世界征服を狙っていた。
そんななか、中目黒のアミーゴに木梨猛そっくりな一人の青年が現れる。彼の名は一文字マモル。その正体はジョッカーの手によって重傷を負うも、仮面ノリダー1号の改造手術によって生まれ変わった新たなる戦士「仮面ノリダーV2」であった。

## 概要
1990年10月、半年間の充電を経て再開した「とんねるずのみなさんのおかげです」だったが、ノリダーのいない番組内容に視聴者は少なからず不足感を抱えていた。またとんねるずは、番組第2シーズンの開始当初「第1期のコーナーやネタは一切やらない」と宣言しており、「われら定時制高校野球部」を第2シーズンのメインコーナーに据えていた。
しかし、同日スタートの裏番組「渡る世間は鬼ばかり」が高視聴率を記録。対策として第1シーズンのコーナーを復活させる方針に着手する。
番組へ寄せられるハガキ（特に子どもから）はノリダー復活を要望する声が多く、それに応える形で復活することとなる。ノリダーV2の開始前から番組内にて復活を宣伝したことで、視聴者の期待は高まっていった。
設定は仮面ライダー2号と仮面ライダーV3を合わせたもの。くわえて専用マシンがサイドカー、背中に青いギターを背負うなど、「人造人間キカイダー」「キカイダー01」のパロディ要素も取り入れた集大成的な続編となっている。

### 作風の変化
前述のとおり番組内で予告編を放映したことで満を持して第1回の放送を迎えた。初期は、正当ヒーロー番組的な作風だが、徐々に当時の番組の持ち味となっていた内輪スタッフのネタが色濃くなりはじめる。後半にはコント然とした内容となったが、マリナさん（渡辺満里奈）、おやっさん（小林昭二）、ナレーターの中江真司を最後まで起用し、最終回では過去の怪人を一斉に登場させるなどしていた。
前作『仮面ノリダー』は毎週放映されていたが、本作は主要メンバーのスケジュール調整の難しさもあり不定期放送となった。
全話にわたってCMを挟んでいる。

### 最終回
最終回（第9話）の前話にあたる「タヌキ男の回」のラストにて、キングジョッカー扮する石橋のアドリブで「今度は俺が倒す!（「くそ、タヌキ男も失敗したか、今度は…今度は、俺がお前を相手にする!」の説もあり）次号、来週、最終回」と発言。1991年夏のスペシャルで最終回（第9話）を迎えた。なお、当該台詞は最終回（第9話）のオープニング後（正確にはサブタイトルの前）にも使用。その後、中江の「と、キング・ジョッカーが言ったとおり今日で最終回なのだ！」に繋いでいた。
最終回（第9話）では、キングジョッカー自ら戦いを挑み、最終的に帝京蜂男（モデルは帝京高校の校章）に変身。ノリダーV2は自ら出した時限爆弾付きのお花畑で帝京蜂男の爆死を試みるが、逃げ切れず逆に爆死を遂げる。その様を喜んだ猩猩右近は、帝京蜂男を帰還させるべく自らの手で基地のスイッチに手をかけるが、誤って自爆スイッチを押してしまう。結果的に帝京蜂男ともども爆発四散してゲロジョッカーは全滅、地球の平和は守られたのであった。

## 仮面ノリダーV2

### 特徴
旅行中にジョッカーの襲撃に遭い、父と母を殺され（本家『仮面ライダーV3』同様）瀕死の重傷を負わされた一文字マモルが、仮面ノリダー1号の改造手術によって生まれ変わった戦士（OP最後の改造シーンは、木梨が猛とマモルを一人二役で演じている）。マスクや胸の装甲、ベルトは仮面ライダーV3がモチーフ。スーツは仮面ライダー新1号と同じく黒地に2本の縦ライン入り。手袋とブーツ（かかとには拍車がついている）、ベルト帯の色は仮面ライダー新2号と同じく赤色。マフラーは赤色だが、7話以降は水玉ラインのついたマフラーに変更された。
変身方法はV2コンパンクトに「大丈V(2)!」の呪文とともにVサインを決めることでV2マークおよび変身ベルトが出現（第7話では、「だいじょうぶだぁ」と唱えると、番組ロゴの字体で文字が出現した）。その後、従来の変身ポーズや「（「あ」に濁音のような）発音不可能な音を無理やり叫ぶ」などの1発ギャグを経てジャンプして変身。ゲロジョッカーの機械動物合成怪人やペット・珍獣型怪人（前作では全身着ぐるみだったがスーツ系のデザインに変更。石橋がキングジョッカーと二役を演じた）を相手に戦う。
登場の際は「悪の動きはこの福耳がキャッチ!悪の匂いはこの鼻が嗅ぎ分ける!それが!仮面ノリダー・ブゥ〜イ・ツー!」という名乗りが存在したが、後半では石橋にさえぎられている。
劇中音楽は『仮面ライダーBLACK RX』のものが一部流用された。
「サンダーキャット」の回にて、ノリダーシリーズ唯一となる本家『仮面ライダー』で頻繁にみられたバイクに乗ったままの変身を披露した。

### 武器・技
ギターを使った「V2マシンガン」、ギターのヘッド部分に仕込んだ刀「ノリダーカッター」（いずれも後半では使用されなくなる）。また蹴り技として「V2トカチョフキック」、「ノリダーV2大回転キック」、「V2スクリューキック」等を使用。後半になるとV2が必殺技を使用前に怪人たちは死んでいった。

### バイク
V2への変身と同時に、マモルの常用するオートバイが専用マシン「ノリダーV2サイクロン号」へと変形。最大の特徴はサイドカー仕様であり、設定上は100万馬力を誇る。なお、本家シリーズのライダーマシンにおいてサイドカーの初導入は仮面ライダーカイザ（『仮面ライダー555』に登場）のマシン「サイドバッシャー」。
サイドカーのベース車両はスズキ・バンディット250。オリジナルのカウリングや『仮面ライダーV3』の「ハリケーン」同様に緊急停止用パラシュートを装備している。本来は250ccの小排気量オンロードバイクで、サイドカーとしてはめったに使用されない。第2回以降のオープニングでは、未舗装の悪路のなか激しい爆破に晒されながら、本家『V3』オープニングさながらの走りを披露している。

## 前作同様ソフト化禁止の作品
前作にて、石ノ森章太郎（本家『昭和仮面ライダーシリーズ』や『キカイダーシリーズ』の原作者）、制作会社である毎日放送・東映に無断でパロティ化した経緯があり、前作同様にソフト化のいっさいを禁じられた作品である。

## 主題歌
仮面ノリダーV2のテーマ〜愛〜 （2番以降は〜愛の戦士〜となっている）
作詞/遠藤察男、作曲/辻陽、唄/一文字マモル、そこで見っけた子供合唱団
前作の主題歌は本家を意識しつつもオリジナル色を強めた作風だったが、本作は『戦え!仮面ライダーV3』に酷似している。それゆえ、メロディがうろ覚えだった木梨は、歌い直しを繰り返すうち替え歌のようにしてしまった（4番まで作られた）。特に3番は競馬予想がの歌詞のメインテーマになっており、ナレーターの中江から「なんだこの歌は!?」とつっこまれている。なお、本来のメロディは劇中主要BGMの1つであるメロオケで確認できる。

## 出演者
仮面ノリダーの登場人物を参照。

## 放映リスト
第1話のみ前作に続き中江真司がタイトルコールを行なったが、第2話以降は木梨憲武が担当。
| 放送日         | 話数 | サブタイトル                                                       | 登場怪人                                      |
| -------------- | ---- | ------------------------------------------------------------------ | --------------------------------------------- |
| 1990年12月27日 | 1    | 誕生!仮面ノリダーV2 〜デモンバズーカ登場〜                         | デモンバズーカ モグラドリル                   |
| 1991年1月24日  | 2    | V2危機一髪 〜マリナさんが二人の巻〜                                | クローンマリナ マンモスカッター               |
| 1991年2月7日   | 3    | ノリダーV2 26の秘密 〜ドクバリコブラ登場の巻〜                     | ドクバリコブラ                                |
| 1991年2月21日  | 4    | 奪われたV2コンパクト 〜吸血ゲロコウモリ登場の巻〜                  | ゲロコウモリ                                  |
| 1991年3月21日  | 5    | 妹の陰謀 〜電気怪人サンダーキャット登場の巻〜                      | サンダーキャット                              |
| 1991年4月18日  | 6    | 毒霧のむせぶ夜 〜毒霧怪人スプレーラビット登場の巻〜                | スプレーラビット                              |
| 1991年5月9日   | 7    | ま、まさかこんな死に方で 〜セキセイインコ男登場の巻〜              | セキセイインコ男                              |
| 1991年5月30日  | 8    | 水尾さん爆薬の怨念 〜変身タヌキ男登場の巻〜                        | タヌキ男                                      |
| 1991年7月4日   | 9    | 重い腰を上げたキングジョッカー帝京蜂男に… 〜ボブやってくれたの巻〜 | 帝京蜂男 レンタルビデオ男を初めとする再生怪人 |

## 仮面ノリダーV3
『V2』最終回（第9話）のエピローグにて、とある保育園の園庭で子どもたちに振り回される保育士（演:木梨憲武。猛やマモルと異なり、髪は短く眼鏡をかけた頼りなさげな風貌）のもとにベルトが空から降ってきて、それを手に自身の運命を感じるというシーンがあった。その後「放送予定は??」とテロップを流したが、結局『仮面ノリダーV3』の本編放送には至っていない。